# Carl Johan Ingman
Carl Johan Ingman (senare Manderfelt), född 1747, död 1813, var en svensk författare och politisk äventyrare (spion).

## Biografi
Ingman studerade i Åbo och Uppsala och kom till Stockholm, där han blev medlem av Utile Dulci, skrev vers och politiska broschyrer samt några år tjänstgjorde i kansliets utrikesexpedition. 1775 blev han legationssekreterare i Dresden, 1776 vice kommissionssekreterare och 1777 chargé d'affaires i Sankt Petersburg, där han genom högt levnadssätt råkade i skulder och begick olika olagligheter, varefter han rymde till Norge och antog namnet Manderfelt. Härifrån och senare från Köpenhamn hemsände han spionrapporter, vilka 1790 belönades med full amnesti för hans brott och med tiden lantråd. 
Samtidigt fungerade han dock även som spion för dansk räkning. År 1790 utgav han broschyren Falsk Politik og slette Administrationer vars huvudsakliga intresse ligger däri, att den gav Thomas Thorild anledning att mot Johan Henric Kellgrens välbefogade kritik av den obetydliga skriften författa sin Kritik öfver kritiker. År 1799 återvänd till Sverige, fortsatte Manderfelt utan större framgång sina försök att spela en roll som politiker och författare, bland annat utgav han 1811-12 veckotidningen Den oväldige granskaren.